# Heinrich Zöllner

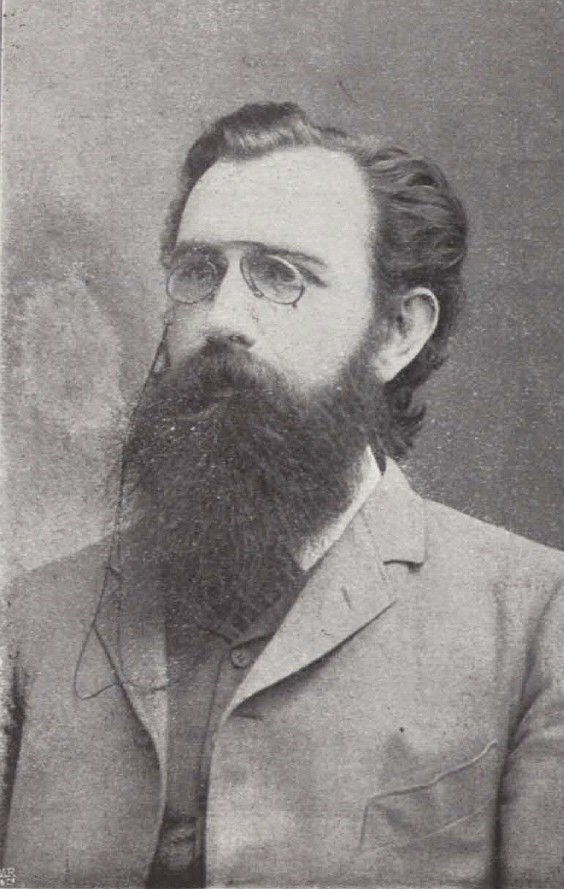
Heinrich Zöllner, 1899

Heinrich Zöllner (* 4. Juli 1854 in Leipzig; † 4. Mai 1941 in Freiburg im Breisgau) war ein deutscher Komponist, Dirigent und Librettist.

## Leben

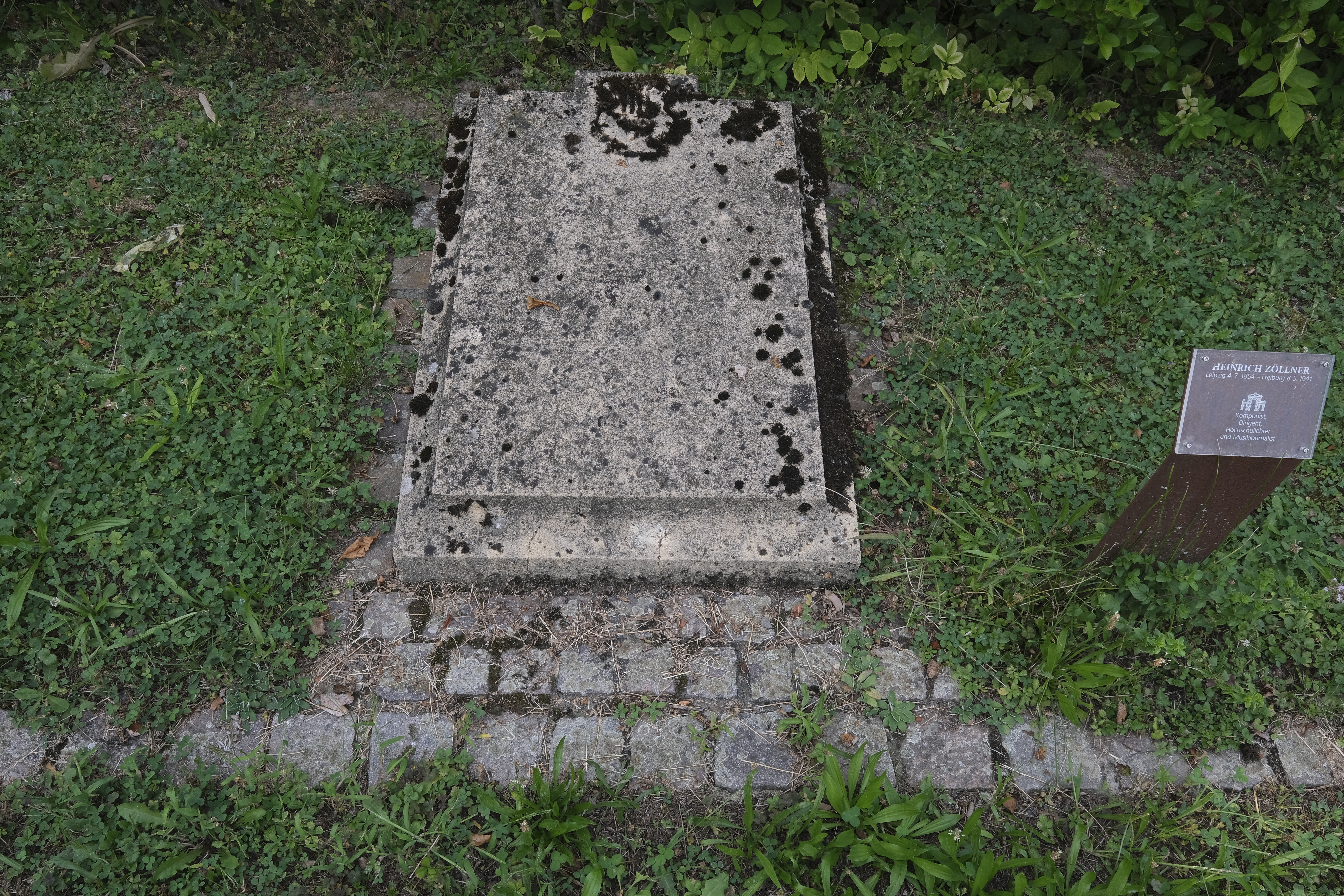
Grabstein im "Ehrenhain" auf dem Hauptfriedhof Freiburg

Heinrich Zöllner war der Sohn von Carl Friedrich Zöllner und wie dieser eine führende Persönlichkeit des Männerchorwesens seiner Zeit.
Nach zwei Semestern Jura an der Universität Leipzig wechselte er das Fach und studierte Musik am Konservatorium Leipzig. Dort war er Schüler von Carl Reinecke, Salomon Jadassohn, Ernst Ferdinand Wenzel und Ernst Friedrich Richter. Während seines Studiums wurde er Mitglied der Leipziger Universitätssängerschaft zu St. Pauli (heute Leipziger Universitäts-Sängerschaft zu St. Pauli in Mainz (Deutsche Sängerschaft)). Seine erste Stelle war 1878 die des Universitätsmusikdirektors an der Kaiserlichen Universität Dorpat. 1885 wurde er als Lehrer ans Konservatorium Köln und als Dirigent des dortigen Männergesangvereines berufen. 1897 ging er als Dirigent des Deutschen Liederkranz nach New York. 1898 wurde er zum königlichen Universitätsmusikdirektor in Leipzig und Dirigent des Universitäts-Sängervereins berufen. Seit 1903 war er auch Musikredakteur am Leipziger Tageblatt.
Von 1907 bis 1912 wirkte er als Erster Kapellmeister an der neu gegründeten Flämischen Oper Antwerpen. 1914 siedelte er nach Freiburg über, wo er zwar von 1922 bis 1932 als Opernberichterstatter für die Freiburger Zeitung tätig war, ansonsten aber völlig zurückgezogen lebte. Sein Werk ist heute weitgehend in Vergessenheit geraten.
1909 spielte er eines seiner damals bekanntesten Stücke, Rautendeleins Leid, die Einleitung zum 5. Akt der Oper Die versunkene Glocke, für Welte-Mignon ein.

## Werke

### Opern
- Frithjof. 1884 Köln u. 1910 Lyrisch Vlaamsch Tooneel Antwerpen (niederländisch). Nach der Erzählung von Esaias Tegnér (mit Benutzung der Zoller'schen Übersetzung).
- Die lustigen Chinesinnen. 1886 Köln Stadttheater. Text u. Musik von Heinrich Zöllner. Komische Oper in 1 Akt.
- Matteo Falcone. 1884 New York Metropolitan Opera.
- Der Überfall. 7. September 1895 Hofoper Dresden. Oper in 2 Akten mit Benutzung der Novelle „Die Danaide“ von Ernst von Wildenbruch. Berlin: Schlesinger; Wien; Haslinger, [nach 1896].
- Das hölzerne Schwert. 1897 Kassel Hoftheater.
- Die versunkene Glocke. 8. Juli 1899 Theater des Westens Berlin. Musikdrama in 5 Aufzügen nach der Märchendichtung Gerhart Hauptmanns. Op. 80.
- Faust. 19. Oktober 1887 München Nationaltheater. Musikdrama in einem Vorspiel und vier Akten nach Goethe's „Faust“ (I. Theil) von Heinrich Zöllner.
- Bei Sedan. 1895 Leipzig Neues Theater. Oper in 2 Akten. (Text mit Benutzung einer Episode aus Zolas „La débacle“ vom Componisten).
- Der Schützenkönig. 1903 Leipzig. Spieloper in 3 Acten von Julius Kulenkampf. Musik Heinrich Zöllner.
- Zigeuner. 1912 Stuttgart. Oper in 2 Akten nach Maxim Gorkis Erzählung von Heinrich Zöllner. Op. 110.

### Symphonien (Auswahl)
- Sinfonie in Es-Dur Op. 20
- Sinfonie in F-Dur Nr. 2 für großes Orchester. Op. 100 (veröff. 1912. HMB)
- Sinfonie in d-moll Nr. 3 für großes Orchester. Op. 130

### Chor- und Orchesterwerke, Chor- und Sololieder (Auswahl)
- Schubertiade. Schauspiel in 1 Aufzug zur Feier des hundertsten Geburtstages von Franz Schubert (31. Januar 1897)
- Die Hunnenschlacht. Für Soli, Männerchor und Orchester gedichtet und comp. von Heinrich Zöllner. Op. 12
- Das Fest der Rebenblüthe. Für Männerchor, Soloquartett und Orchester; Op. 14 No. 1 / comp. von Heinrich Zöllner. Gedicht von Hermann Krone. Leipzig: Siegel's Musikalienhandlung, [ca. 1895].
- Kolumbus. Für Soli, Männerchor u. großes Orchester gedichtet u. komp. von Heinrich Zöllner. Op. 30. (um 1911)
- Elegie für Violine mit Begleitung von kleinem Orchester oder Pianoforte, Op. 46
- Vier Lieder für gemischten Chor. Op. 72. Zürich: Hug & Co., 1900
  - No. 1 Mein Herz das ist betrübet sehr
  - No. 2 Reihentanz um's erste Veilchen
  - No. 3 Das Taubenhaus
  - No. 4 Weihnacht
- Zwei italienische Volkslieder. Für Männerchor. Zürich: Hug & Co.1901
  - No. 1 Santa Lucia
  - No. 2 La Treccia bionda (Der Blondkopf)
- Beethoven in Bonn. Ein Sang vom Rhein in 8 Stücken von Heinrich Zoellner. Dresden & Leipzig: Pierson, 1901
- Die Toteninsel. Op. 79 für Männerchor. Gedicht von Thomas Moore, übersetzt von Ferdinand Freiligrath. Zürich: Hug & Co. 1902
- Schubert, Franz, 1797–1828. Die Allmacht: Für Männerchor und Orchester oder Klavier oder für Männerchor u. Blasinstrumente. Von Franz Schubert. Bearbeitet von Heinrich Zöllner
  - Der Allmächtige / Le Tout-Puissant von Franz Schubert; adaption française par Charles Mayor; transcription pour choeur d’hommes et orchestre par Heinrich Zöllner. Op. 79 No. 2
- Waldphantasie Op. 83
- Das deutsche Volkslied. Gedicht von Adolf Matthias Hildebrandt für vierstimmigen Männerchor. Op. 85, No. 1
- Unter dem Sternenbanner: Ouverture für großes Orchester, op. 88. (Under The Star-Spangled Banner: overture for grand orchestra) komponiert von Heinrich Zöllner. Leipzig: Forberg, cop. 1906
- Bonifacius für Männerchor, Sopran- u. Bariton-Solo und großes Orchester. Op. 90. Nach der Dichtung „Winfried“ von Wilhelm Osterwald. Leipzig: Leuckart, ca. 1903
- Babylon Op. 145 / Unter Benützung des Epos „Der Fall Babylons“ von Adolf Böttger gedichtet und für Männerchor, Tenor & Bariton-Solo & Orchester (evtl. mit Orgel) componiert von Heinrich Zöllner 1925. Op. 145
- Schmied Schmerz. Op. 137 No. 1. Text: Otto Julius Bierbaum. Ludwigshafen: Blatz, ca. 1925
- Der Freund. Text: Joseph Eichendorff. Ludwigshafen: Blatz [ca. 1925]
- Brahms in Köln: ein Erinnerungsspiel mit Musik in 4 Bildern. Zum 100. Geburtstag von Johannes Brahms von Heinrich Zöllner. Freiburg i. Br.: Rotaprint, 1933